# Киноиндустрия

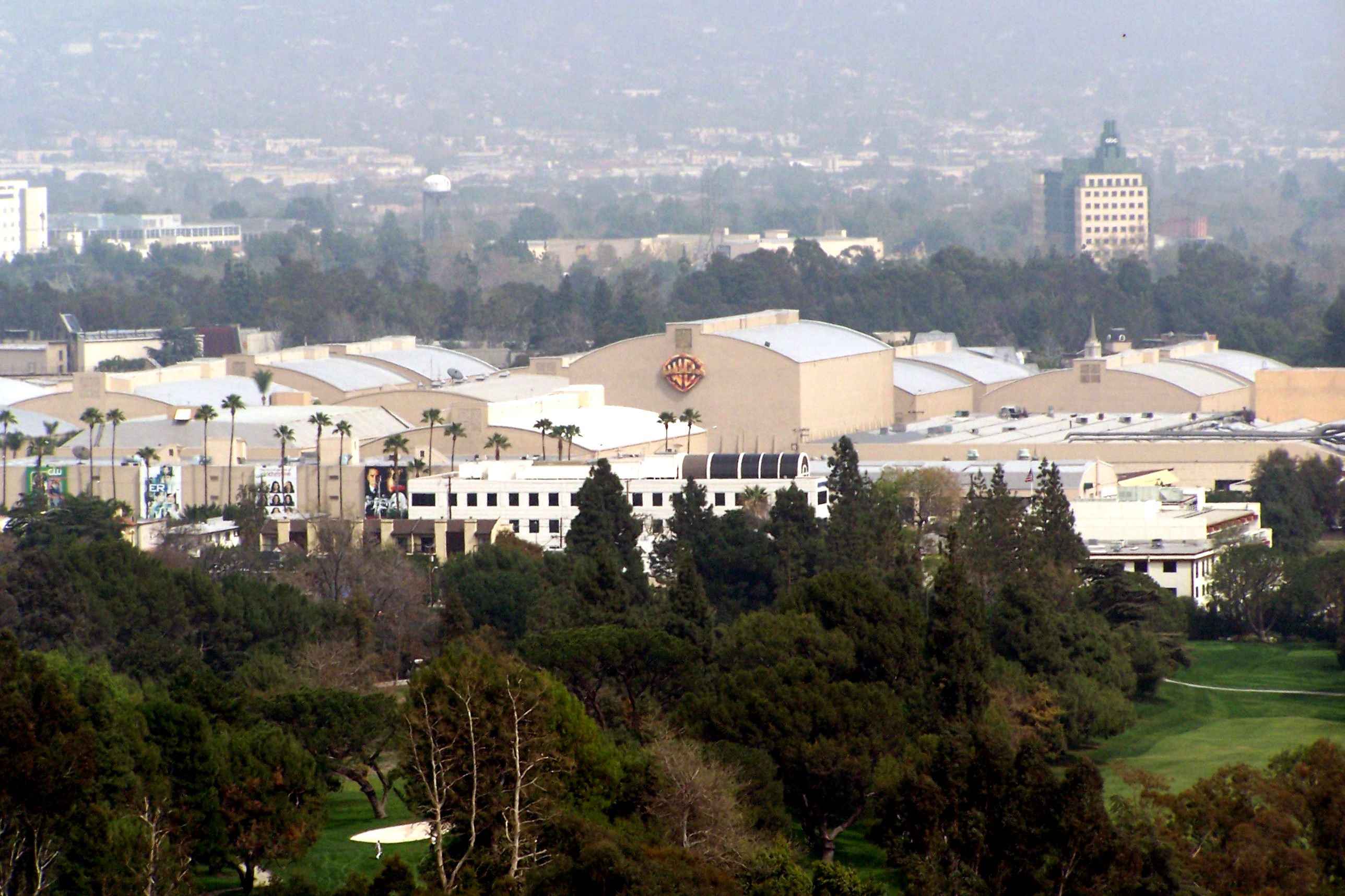
Киностудия Warner Bros., Лос-Анжелес

Киноиндустри́я (кинопромы́шленность) — отрасль экономики, занимающаяся кинопроизводством, то есть производящая кинофильмы, спецэффекты для кинофильмов и мультипликацию. Не менее важной сферой деятельности киноиндустрии является кинопрокат. Во многих странах киноиндустрия является значимой отраслью экономики, например, в СССР она приносила в государственный бюджет значительные доходы.
В 2015 году из 8429 фильмов, снятых во всем мире, 1907 было снято в Индии, 791 — в США, 686 — в Китае, 581 — в Японии, 300 — во Франции. Эти пять стран занимают лидирующее положение в мировой киноиндустрии. Кассовые сборы по всему миру за 2015 год составили 38,3 млрд долларов, из них 10 млрд долларов пришлось на США, которые занимают первое место в мире по этому показателю. Но отрыв от США по этому показателю от следующего за ними Китая с каждым годом сокращается.
В большинстве государств мира в прокате господствует иностранное кино — прежде всего фильмы, снятые в США. Только в семи странах, по данным на 2015 год, доля фильмов своего производства в структуре проката превышает половину: Иран (100 %), США (92 %), Индия (около 80 %), Япония и Республика Корея (по 60 %), Китай (59 %). США являются абсолютным лидером в мире по популярности своих фильмов за рубежом. Однако в 2010-х годах доля американских фильмов в прокате в некоторых европейских государствах (Великобритания, Франция, Испания) сокращалась.

## Киноиндустрия стран мира

### Киноиндустрия США
Кинематограф США, часто называемый Голливудом, с начала XX века оказал огромное влияние на кинематограф по всему миру. Кинематограф США является старейшей киноиндустрией в мире, а также крупнейшей киноиндустрией по доходам. На сегодняшний день крупнейшими голливудскими киностудиями и основным источником самых коммерчески успешных фильмов в мире выступают Paramount Pictures, Warner Bros., Columbia Pictures, Universal Studios и Walt Disney Company.
Американские киностудии совместно выпускают несколько сотен фильмов каждый год, что делает Соединённые Штаты одним из самых плодовитых производителей фильмов в мире. В период с 2009 по 2015 год Голливуд постоянно собирал 11 миллиардов долларов (или больше) в год. Голливудская церемония вручения премии «Оскар» проводится Американской киноакадемией каждый год.

### Киноиндустрия Западной Европы
В Западной Европе работают менее крупные, чем в США, но популярные кинокомпании (3 Mills Studios и BBC Film в Великобритании, StudioCanal во Франции, и другие), при этом бюджеты фильмов в разы ниже американских. Европейское кино во многом принято считать эталоном киноискусства. Европейский кинематограф, в отличие от кинематографа США, часто спонсируется государствами.

### Киноиндустрия в России
В 2015 году производством фильмов в России занимались 35 киностудий, в том числе 9 государственных. Киностудии обладают 107 съёмочными павильонами, которые предоставляют в аренду кинопроизводителям, а также оказывают другие производственные услуги. В стране осуществляют свою деятельность больше 400 частных продюсерских компаний, занимающихся производством фильмов. Они не имеют собственных производственных мощностей, поэтому арендуют средства производства у киностудий и сервисных структур. Услуги по производству фильмов предоставляют 23 частные сервисные компании.
По данным «Невафильм Reasearch» на март 2011 в России 875 кинотеатров, в которых 2445 залов. У десяти крупнейших операторов сетей кинотеатров сосредоточено 187 кинотеатров с 944 залами. Крупнейшие операторы — Каро-фильм, Киномакс, Премьер-зал, Синема Парк, Формула Кино, Кронверк синема, Люксор, Kinostar de Lux.

### Киноиндустрия в Южной и Восточной Азии
Мировым лидером по числу выпускаемых фильмов является Индия. Фильмы Болливуда, в основном, сняты в жанре
«масала», где свободно сочетаются боевик, комедия, драма и мелодрама, а также музыкальные сцены, снимаемые в различных живописных местах.
В Китае фильмы проходят цензуру, прокат иностранных фильмов ограничивается. Популярность китайских фильмов возросла во многом благодаря сотрудничеству с Голливудом.
Самобытность кинематографа Японии заключается в преобладании там фильмов ужасов, которые во многом основаны на традиционном японском фольклорном жанре «кайдан». В Японии также зародилась культура аниме, ставшая популярной во всем мире.
Киноиндустрия в Республике Корея появилась позже, чем в других странах, но в настоящее время она бурно развивается. Телесериалы Республики Корея обрели всемирную популярность.

### Киноиндустрия в арабских странах
Несколько арабских стран, такие как Иордания и Марокко инвестировали значительные средства в инфраструктуру киноиндустрии. В Иордании, например, в период с 2007 по 2017 год по данным Королевской комиссии по кинематографии Иордании доходы от индустрии превысили 210 миллионов долларов.
Марокко также имеет богатый опыт инвестирования в этот сектор. По данным Марокканского центра кино доходы от съемок и производства фильмов иностранных компаний в Марокко в 2019 году составили около 83 миллионов долларов, что почти на 9 % больше, чем в 2018 году.
По мнению экспертов, одним из кризисов, затрагивающий сектор кинематографии в арабском мире, является кризис финансирования. Эта поддержка была возможна в последние годы по многим причинам, в том числе идеологическим и политическим, но в связи с различными геополитическими и экономическими изменениями в арабском мире эта поддержка сократилась.

### Киноиндустрия в Латинской Америке
В Латинской Америке Мексика, Аргентина и Бразилия остаются лидерами по производству телесериалов и мелодрам. При этом Аргентина также отличается высоким уровнем режиссерского и актерского мастерства современного авторского кино.

### Киноиндустрия Нигерии
Кинематограф Нигерии начал бурно развиваться в 1990-х и 2000-х годах, в итоге став второй по величине киноиндустрией в мире по числу ежегодных премьер фильмов, обойдя США и уступая только киноиндустрии Индии.

## Кинофестивали и кинопремии
Со времени появления самого кинематографа вставал вопрос о качественной оценке фильмов и работы отдельных членов съёмочной группы. Один из объективных показателей успеха кинофильма — это кассовый сбор с проката. Когда зрители голосуют покупкой билетов — это безусловная оценка качества фильма. Но считать этот показатель единственно верным было бы ошибкой. Ведь все фильмы изначально находятся в разных условиях: одни широко разрекламированы и анонсированы, для других даже не изготовляется качественных афиш; одни фильмы блещут именами звёзд с афиши — другие делаются начинающими кинематографистами, которым не по карману приглашение звезды. Есть ещё целый ряд психологических факторов, которые влияют на финансовые показатели фильма. Кроме того, условия проката во всех странах разные, поэтому сопоставить сбор фильма в разных странах бывает трудно. Национальные и культурные особенности также могут влиять на популярность фильма. А помимо всего, сбор с проката может оценить лишь успех фильма в целом, но не вклад отдельных членов съёмочной группы.
Для решения указанных проблем оценки кино, в мире регулярно проводится множество кинофестивалей, разыгрывается множество кинопремий. Кинофестивали призваны продемонстрировать современные веяния в кинематографе, избрать лучшие фильмы года, оценить работу членов съёмочных групп. Кинопремии, в отличие от кинофестивалей, не сопровождаются публичными показами фильмов-номинантов, но их задачи те же. Конечно никакой кинофестиваль не может претендовать на объективность оценок, оценки фильмов на кинофестивалях сугубо субъективны. Но фестивалей очень много, и у каждого фестиваля со временем складывается своя особая репутация, выделяются направления киноискусства особо поощряемые (или не поощряемые) данным кинофестивалем. Есть также жанровые кинофестивали. Таким образом, у любителя кино, имеющего свои жанровые или стилистические предпочтения, всегда есть возможность найти «свой» кинофестиваль — и по его итогам ориентироваться в фильмах текущего года.
Среди самых известных можно назвать: Каннский кинофестиваль (считается лидером в европейском кино), Венецианский кинофестиваль, Берлинский кинофестиваль, Московский кинофестиваль.
Кинопремии, в отличие от кинофестивалей, не сопровождаются публичными показами фильмов-номинантов, но их задачи те же. Кинопремия обычно присуждается по результатам тайного голосования экспертов — реже по результатам обсуждения жюри. Самые известные из них: Премия «Оскар», Премия «Золотой глобус», Премия BAFTA, Премия «Сатурн» (в области научной фантастики, фэнтези и фильмов ужасов) и другие.